# Saualpe

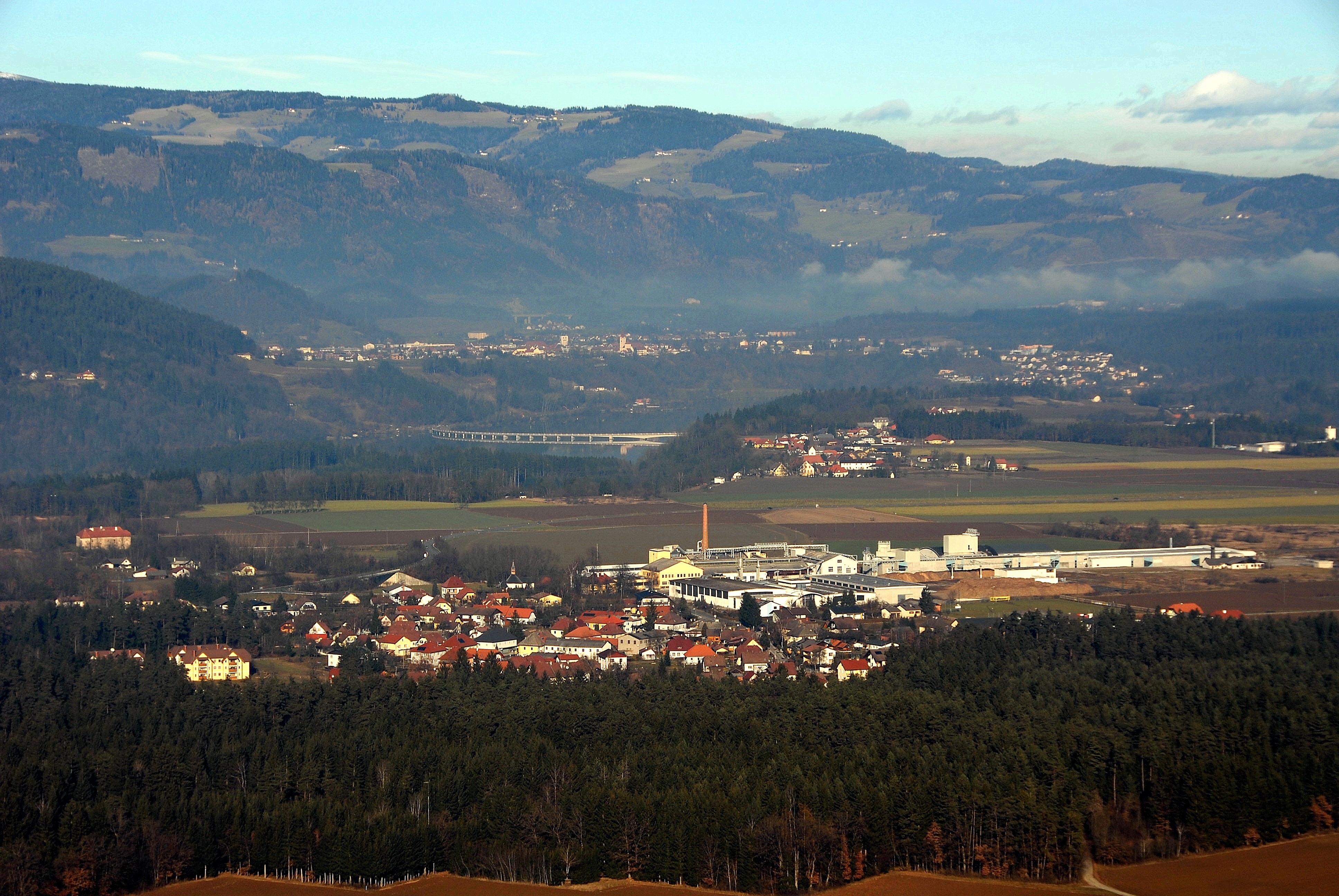
Žirovnica w tle Saualpe

Saualpe to podgrupa górska w Lavanttaler Alpen w Austrii. Grupa ta leży na zachód od rzeki Lavant, między przełęczą Klippitztörl a doliną Drawy. Najwyższy szczyt to Ladinger Spitze (2079 m).
Najwyższe szczyty:
- Ladinger Spitz (2079 m),
- Kienberg (2050 m),
- Gertrusk (2044 m),
- Kaiserofen (2037 m),
- Forstalpe (2034 m),
- Speikkogel (2029 m),
- Steinerne Hochzeit (2028 m),
- Sandkogel (2011 m).

Schroniska:
- Klippitztörlhütte (1644 m),
- Breitofner Hütte (1515 m),
- Weißberger Hütte (1607 m),
- Wolfsberger Hütte (1827 m),
- Steinerhütte (1555 m),
- Druckerhütte (1478 m).